# 마요르카섬

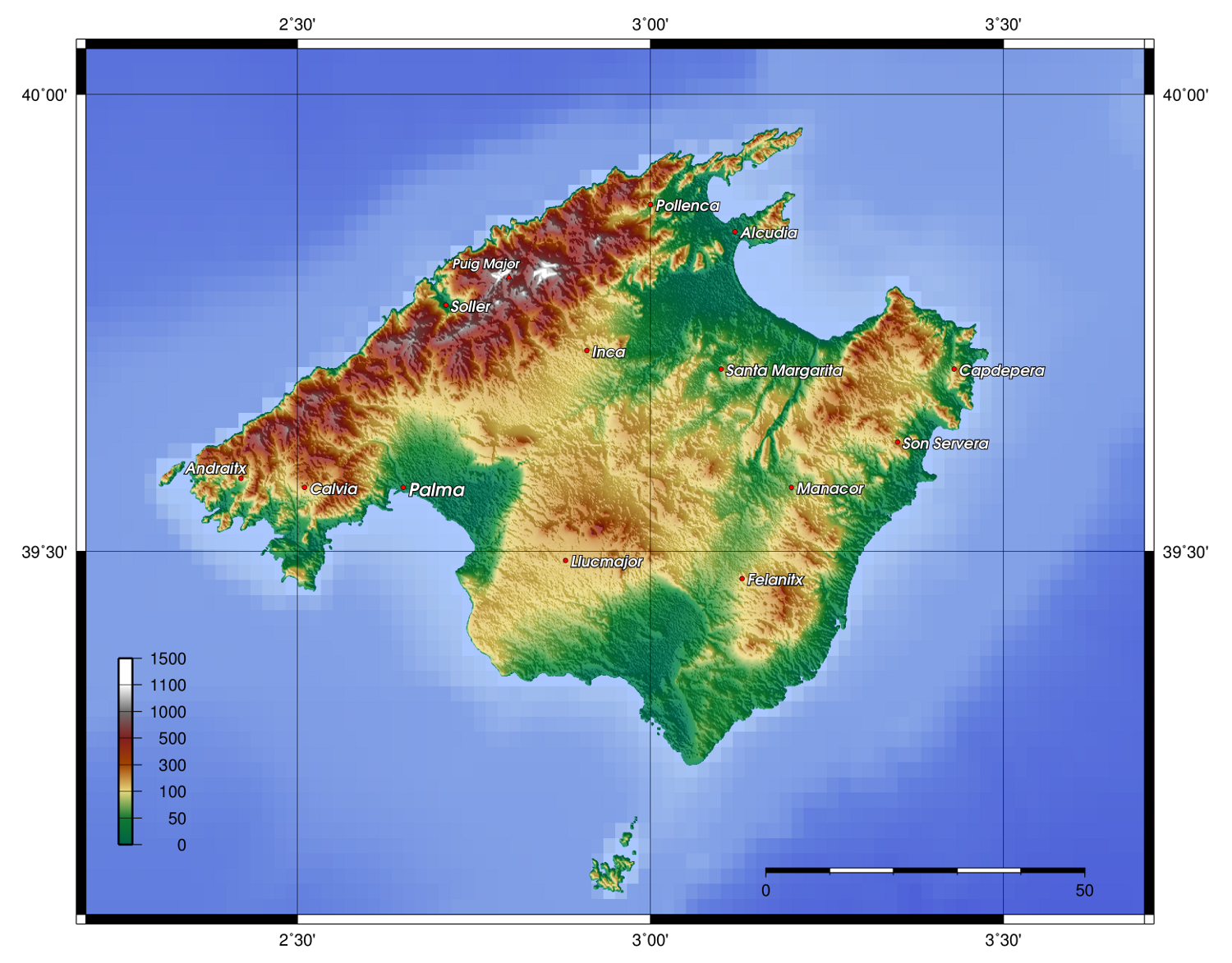
지형도.

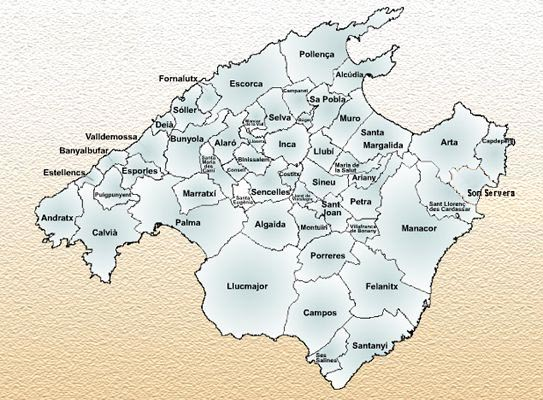
행정구역.

마요르카섬(스페인어: Mallorca, 카탈루냐어: Mallorca)은 지중해 발레아레스 제도에 있는 스페인에서 가장 큰 섬이다. 면적은 3,640.11 km2이고, 인구는 2011년 기준으로 87만 3,414 명이다. 중심 도시인 팔마데마요르카는 발레아레스 제도 자치 지역의 중심지이다.
1952년 5월 영국과 독일에서 최초로 마요르카 여행 상품이 판매되기 시작한 이후 이곳은 유럽의 주요 관광지로 발돋움하여 1960년대에 유럽에서 마요르카 섬은 관광의 대중화를 상징하는 대명사로 통했다. 섬의 이름은 '더 큰 섬'이라는 뜻의 라틴어 insula maior에서 유래하였다.

## 역사
마요르카에서 발견된 구석기 시대(기원전 6000–4000년)의 주거지 유적 및 무덤 등으로 미루어 볼 때 이 지역에는 매우 먼 옛날부터 사람이 살았던 것으로 생각된다. 이 섬은 기원전 123년 퀸투스 카이킬리우스 메텔루스 발리아리쿠스가 이끄는 로마에 의해 정복되었다. 로마제국의 통치 시기에 폴렌시아(Pollentia, 현재의 알쿠디아) 및 팔마리아(Palmaria, 현재의 팔마)와 같은 섬의 주요 도시가 세워졌다. 당시 섬의 산업은 올리브 및 포도 재배, 소금 생산이 중심이었다. 마요르카의 군인들은 특유의 투석기 사용 기술로 로마군에게도 인정을 받았다.
426년 반달족의 침입을 받은 마요르카 섬은 465년부터 반달족의 지배에 놓이게 된다. 534년에는 동로마 제국에 의해 정복당하였으며 사르데냐 왕국의 통치 하에 들어갔다. 동로마 제국의 지배 하에서 기독교(로마 가톨릭교회) 문화가 번창하였으며 유명한 성당들이 이때 지어졌다. 707년 이후로 섬은 북아프리카의 이슬람계 침략자들로부터 지속적인 공격 대상이 되었다.
902년 코르도바 칼리파테가 섬 일대를 장악하면서 다시 번영 시기를 맞게 되었으며 무어인의 이주와 함께 관개를 비롯한 농업 및 지역 산업이 발달하였다. 칼리파테가 1015년 분할되면서 마요르카는 일대 변혁을 맞이하게 된다. 그러나 1114년 8개월에 걸친 카탈루니아인들의 공격에 의해 도시는 다시 정복 당했고, 한동안 침략자들이 머물다가 북아프리카의 알모르다비 왕조가 다시 통치권을 쥔다. 연이은 사회 불안으로 아라곤 왕국의 제임스 1세가 1만 5천 명의 남자와 1천 5백 마리의 말을 보내면서 본격적인 통치를 시작하였으며 이후 아라곤 왕국으로 편입되었다.
제임스 1세가 1276년 죽자 왕국이 아들들의 싸움으로 분열되었다가 제임스 2세가 마요르카 섬을 통치하게 되었으며 1344년 아라곤 왕국의 페드로 5세(Pedro IV)가 침략하여 다시 섬을 왕국으로 통합한다.
1479년 이래로 아라곤 왕국은 카스티야 왕국과의 연합을 이루었다. 18세기 초에 스페인 왕위계승전쟁 이후 스페인에서는 단독 왕위 계승이 이루어지게 되었다. 1716년 통합 왕국령으로 마요르카 섬이 발레아레스 제도의 부도서로 편입되었다.

## 20세기~현재

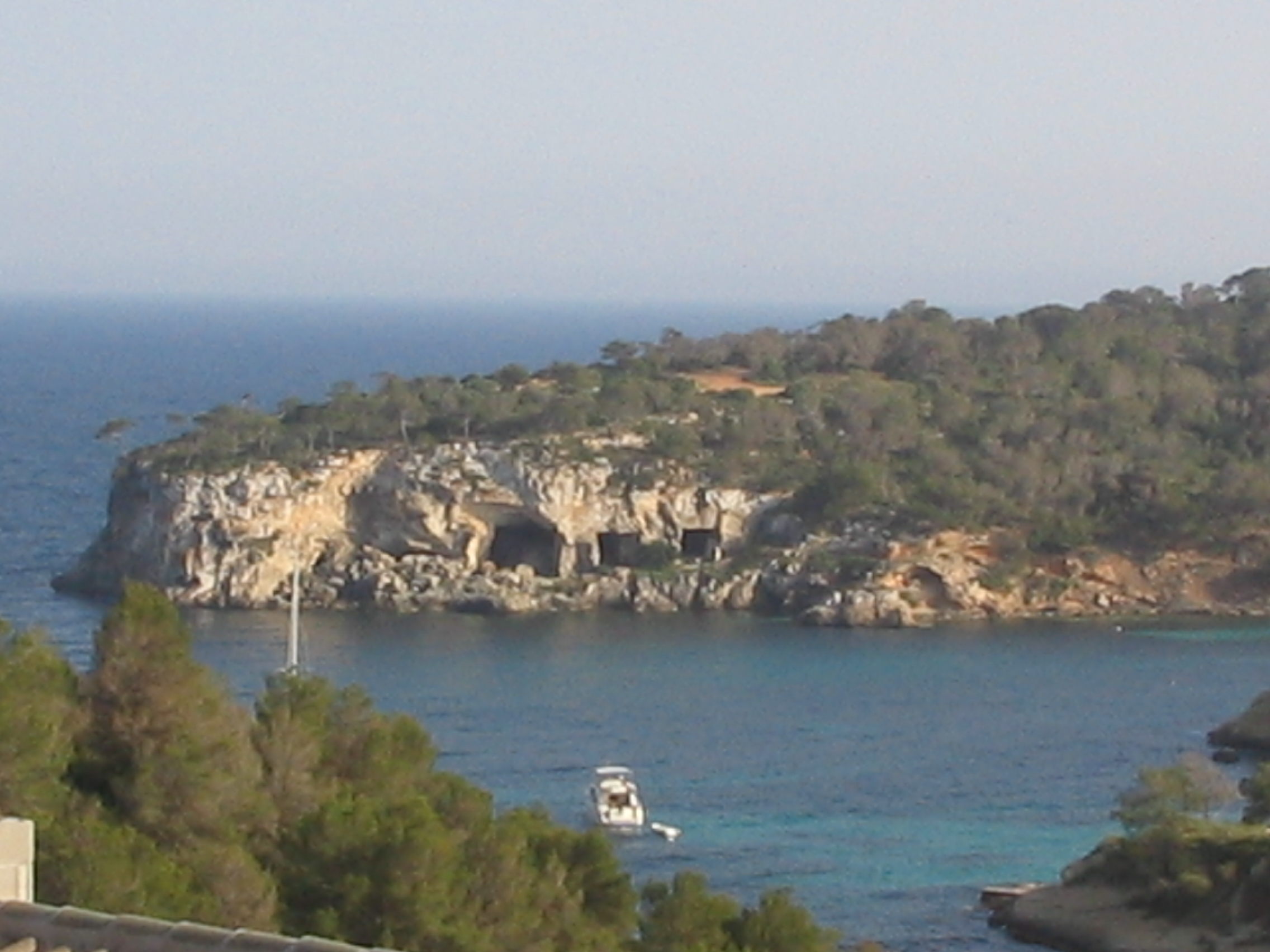
칼비아에 있는 포르탈 벨즈만(灣)의 모습. 이곳의 동굴들은 그 내부의 암석들이 대성당을 짓는데 사용되었던 것으로 잘 알려져 있다..

1950년대 이후 관광지 개발이 빠르게 진전되면서 팔마 시와 섬 전체에 외국 관광객들의 숫자가 증가하였고 스페인 본토에서 다수의 노동자들이 이주하였다. 이는 마요르카 섬의 전통적 산업구조에도 큰 변화를 불러오는 계기가 되었다.
팔마 시를 방문한 관광객의 숫자는 1960년 약 5백만 명이었고 1997년에는 6,739,700명을 기록하였다. 2001년에는 거의 2천 만명에 가까운 관광객이 섬을 방문하였다.
최근에는 남아메리카로부터 많은 이주 노동자들이 유입되고 있다.
한편, 2005년 11월 14일 지역 언론인 디아리오 데 마요르카는 미국의 CIA가 마요르카섬의 팔마기지를 통해 동유럽 등지의 비밀수용소로 테러 용의자를 이송한 사실을 폭로하였다.

## 사람들
세계적으로 유명한 마요르카 출신 인물로는 작가이자 철학자인 라몬 이유이, 19세기 시기에 육군 참모를 지냈던 호아킨 호베야르 이 솔레르,  두 번의 스페인 총리직을 맡았던 안토니오 마우라 몬타네르 등이 있다. 최근에는 세계 랭킹 1위까지 올랐던 세계적인 테니스 선수인 라파엘 나달, 카를로스 모야 등을 꼽을 수 있다. 스페인의 국가대표 축구선수였던 미겔 앙헬 나달도 마요르카 출신으로, 라파엘 나달의 삼촌이기도 하다. 2006·2007년 세계 모터사이클 250cc 랭킹 1위였던 조르헤 로렌소 또한 이 섬 출신이다.
한편, 외부로부터 마요르카로 건너와 살았던 유명인들도 매우 많았다. 작곡가 프레데리크 쇼팽과 프랑스의 작가 조르주 상드가 사랑에 빠져 한때 두 사람이 머물렀던 수도원이 이 섬에 자리 잡고 있다. 안익태는 1946년 결혼 후 마요르카로 이주하여 20년동안 이 섬에서 살았다. 스페인의 위대한 화가였던 호안 미로 또한 여생을 이곳에서 살다가 1983년 12월 25일 숨을 거두었다.
최근의 유명인들 중에는 캐서린 지타존스와 마이클 더글러스가 1990년대 이후 섬의 북쪽 해안에 머물고 있다. 그들은 거의 일 년의 반을 여기에서 보내는 것으로 알려졌다. 또한 미하엘 슈마허, 클라우디아 시퍼, 영국의 유명 가수인 애니 레녹스, 줄리언 레넌, 전 테니스 선수인 보리스 베커, 전 스페인 수상 펠리페 곤살레스, 영국의 축구선수인 스티브 맥매너먼 또한 이곳에 집을 갖고 있다.
한편 스페인 왕족들은 전통적으로 마요르카의 별장에서 여름 휴가를 보낸다.

## 언어
마요르카의 공용어는 스페인어와 카탈루냐어이다. 지역 언어인 카탈루냐어는 발레아레스 제도의 각 섬과 마을마다 조금씩 형태가 달라지는 경향이 나타나기 때문에 발레아레스어로 통하기도 한다. 대부분의 젊은이들은 카탈루냐어와 스페인어를 구사할 줄 알며, 관광객들과의 의사소통을 위해 영어나 독일어를 제2외국어로 배운다.

## 기후
| 팔마의 기후                                     | 팔마의 기후 | 팔마의 기후 | 팔마의 기후 | 팔마의 기후 | 팔마의 기후 | 팔마의 기후 | 팔마의 기후  | 팔마의 기후  | 팔마의 기후 | 팔마의 기후 | 팔마의 기후 | 팔마의 기후 | 팔마의 기후   |
| 월                                              | 1월         | 2월         | 3월         | 4월         | 5월         | 6월         | 7월          | 8월          | 9월         | 10월        | 11월        | 12월        | 연간          |
| ----------------------------------------------- | ----------- | ----------- | ----------- | ----------- | ----------- | ----------- | ------------ | ------------ | ----------- | ----------- | ----------- | ----------- | ------------- |
| 역대 최고 기온 °C (°F)                          | 24.2 (75.6) | 24.4 (75.9) | 26.6 (79.9) | 28.0 (82.4) | 32.0 (89.6) | 36.5 (97.7) | 38.0 (100.4) | 37.8 (100.0) | 35.5 (95.9) | 31.2 (88.2) | 27.6 (81.7) | 23.4 (74.1) | 38.0 (100.4)  |
| 일평균 최고 기온 °C (°F)                        | 16.5 (61.7) | 16.5 (61.7) | 18.3 (64.9) | 20.3 (68.5) | 23.5 (74.3) | 27.3 (81.1) | 29.9 (85.8)  | 30.4 (86.7)  | 27.8 (82.0) | 24.4 (75.9) | 20.1 (68.2) | 18.3 (64.9) | 22.8 (73.0)   |
| 일일 평균 기온 °C (°F)                          | 12.7 (54.9) | 12.6 (54.7) | 14.3 (57.7) | 16.4 (61.5) | 19.5 (67.1) | 23.3 (73.9) | 26.0 (78.8)  | 26.6 (79.9)  | 23.8 (74.8) | 20.6 (69.1) | 16.3 (61.3) | 13.8 (56.8) | 18.8 (65.9)   |
| 일평균 최저 기온 °C (°F)                        | 8.9 (48.0)  | 8.7 (47.7)  | 10.2 (50.4) | 12.4 (54.3) | 15.5 (59.9) | 19.3 (66.7) | 22.1 (71.8)  | 22.7 (72.9)  | 20.0 (68.0) | 16.8 (62.2) | 12.6 (54.7) | 10.1 (50.2) | 14.9 (58.9)   |
| 역대 최저 기온 °C (°F)                          | 0.0 (32.0)  | −0.1 (31.8) | 1.6 (34.9)  | 4.4 (39.9)  | 8.0 (46.4)  | 11.0 (51.8) | 16.4 (61.5)  | 15.8 (60.4)  | 10.0 (50.0) | 8.4 (47.1)  | 3.8 (38.8)  | 2.5 (36.5)  | −0.1 (31.8)   |
| 평균 강수량 mm (인치)                           | 44.4 (1.75) | 36.7 (1.44) | 29.1 (1.15) | 37.5 (1.48) | 31.6 (1.24) | 13.9 (0.55) | 5.1 (0.20)   | 21.7 (0.85)  | 58.2 (2.29) | 72.6 (2.86) | 67.8 (2.67) | 49.3 (1.94) | 467.9 (18.42) |
| 평균 강수일수 (≥ 1 mm)                          | 6.2         | 5.9         | 4.6         | 4.7         | 3.1         | 1.9         | 0.6          | 1.8          | 5.3         | 6.3         | 7.2         | 5.9         | 53.5          |
| 평균 월간 일조시간                              | 170         | 176         | 218         | 250         | 300         | 329         | 356          | 323          | 238         | 211         | 165         | 157         | 2,893         |
| 출처 1: 미국 해양대기청 (평년값: 1991년~2020년) |             |             |             |             |             |             |              |              |             |             |             |             |               |
| 출처 2: 스페인 기상청 (극값: 1978년~현재)       |             |             |             |             |             |             |              |              |             |             |             |             |               |

| 팔마데마요르카 공항의 기후                      | 팔마데마요르카 공항의 기후 | 팔마데마요르카 공항의 기후 | 팔마데마요르카 공항의 기후 | 팔마데마요르카 공항의 기후 | 팔마데마요르카 공항의 기후 | 팔마데마요르카 공항의 기후 | 팔마데마요르카 공항의 기후 | 팔마데마요르카 공항의 기후 | 팔마데마요르카 공항의 기후 | 팔마데마요르카 공항의 기후 | 팔마데마요르카 공항의 기후 | 팔마데마요르카 공항의 기후 | 팔마데마요르카 공항의 기후 |
| 월                                              | 1월                        | 2월                        | 3월                        | 4월                        | 5월                        | 6월                        | 7월                        | 8월                        | 9월                        | 10월                       | 11월                       | 12월                       | 연간                       |
| ----------------------------------------------- | -------------------------- | -------------------------- | -------------------------- | -------------------------- | -------------------------- | -------------------------- | -------------------------- | -------------------------- | -------------------------- | -------------------------- | -------------------------- | -------------------------- | -------------------------- |
| 역대 최고 기온 °C (°F)                          | 22.5 (72.5)                | 24.0 (75.2)                | 28.6 (83.5)                | 30.1 (86.2)                | 35.0 (95.0)                | 41.4 (106.5)               | 40.6 (105.1)               | 40.2 (104.4)               | 38.2 (100.8)               | 33.6 (92.5)                | 27.2 (81.0)                | 23.8 (74.8)                | 41.4 (106.5)               |
| 일평균 최고 기온 °C (°F)                        | 15.8 (60.4)                | 15.9 (60.6)                | 18.2 (64.8)                | 20.7 (69.3)                | 24.4 (75.9)                | 28.7 (83.7)                | 31.6 (88.9)                | 31.8 (89.2)                | 28.2 (82.8)                | 24.3 (75.7)                | 19.4 (66.9)                | 16.8 (62.2)                | 23.0 (73.4)                |
| 일일 평균 기온 °C (°F)                          | 10.3 (50.5)                | 10.3 (50.5)                | 12.2 (54.0)                | 14.6 (58.3)                | 18.3 (64.9)                | 22.4 (72.3)                | 25.3 (77.5)                | 25.7 (78.3)                | 22.6 (72.7)                | 18.9 (66.0)                | 14.2 (57.6)                | 11.5 (52.7)                | 17.2 (62.9)                |
| 일평균 최저 기온 °C (°F)                        | 4.7 (40.5)                 | 4.7 (40.5)                 | 6.2 (43.2)                 | 8.6 (47.5)                 | 12.1 (53.8)                | 16.1 (61.0)                | 19.0 (66.2)                | 19.7 (67.5)                | 17.0 (62.6)                | 13.6 (56.5)                | 9.0 (48.2)                 | 6.2 (43.2)                 | 11.4 (52.6)                |
| 역대 최저 기온 °C (°F)                          | −6.0 (21.2)                | −10.0 (14.0)               | −4.2 (24.4)                | −2.0 (28.4)                | 1.6 (34.9)                 | 6.0 (42.8)                 | 11.0 (51.8)                | 10.8 (51.4)                | 5.6 (42.1)                 | 0.0 (32.0)                 | −3.0 (26.6)                | −3.1 (26.4)                | −10.0 (14.0)               |
| 평균 강수량 mm (인치)                           | 40.0 (1.57)                | 32.4 (1.28)                | 23.1 (0.91)                | 32.3 (1.27)                | 28.5 (1.12)                | 13.3 (0.52)                | 3.7 (0.15)                 | 16.2 (0.64)                | 56.9 (2.24)                | 67.0 (2.64)                | 61.7 (2.43)                | 46.9 (1.85)                | 422 (16.62)                |
| 평균 강수일수 (≥ 1 mm)                          | 6.0                        | 5.3                        | 4.1                        | 4.4                        | 3.3                        | 2.0                        | 0.5                        | 1.7                        | 5.1                        | 6.0                        | 6.7                        | 5.8                        | 50.9                       |
| 평균 월간 일조시간                              | 160                        | 168                        | 212                        | 246                        | 292                        | 325                        | 349                        | 317                        | 231                        | 202                        | 159                        | 150                        | 2,811                      |
| 출처 1: 미국 해양대기청 (평년값: 1991년~2020년) |                            |                            |                            |                            |                            |                            |                            |                            |                            |                            |                            |                            |                            |
| 출처 2: 스페인 기상청 (극값: 1954년~현재)       |                            |                            |                            |                            |                            |                            |                            |                            |                            |                            |                            |                            |                            |

## 교통
이 섬에 공항이 있다. 그 공항의 이름은 팔마데마요르카 공항이 있다.

## 스포츠
마요르카 지역 연고 축구 팀인 RCD 마요르카가 스페인 프로 축구 리그인 프리메라리가에 속해 있다.

## 같이 보기
- RCD 마요르카